# Rodolphe Von Berg
Rodolphe Von Berg (* 4. Oktober 1993 in Columbus, Georgia) ist ein US-amerikanischer Duathlet und Triathlet. Er führt seit 2023 die Bestenliste US-amerikanischer Triathleten auf der Ironman-Distanz an.

## Werdegang
Rodolphe Von Berg wurde in Columbus, als Sohn eines belgischen Vaters und einer italienisch-amerikanischen Mutter, geboren. Er wuchs in Frankreich auf und lebt seit seinem 19. Lebensjahr in den Vereinigten Staaten. Sein Spitzname ist Rudy.
Rudy Von Berg wurde 2018 Europameister Ironman 70.3 (1,9 km Schwimmen, 90 km Radfahren und 21,1 km Laufen) und er konnte seinen Titel im Juni 2019 in Dänemark erfolgreich verteidigen. Im September 2019 wurde er in Nizza Dritter bei den Ironman 70.3 World Championships.
Im Juli 2021 gewann der damals 27-Jährige den Ironman 70.3 Switzerland und stellte einen neuen Streckenrekord ein. Rodolphe Von Berg war im August 2021 für das im Collins Cup der Professional Triathletes Organisation zusammengestellte Team USA nominiert, aufgrund gesundheitlicher Probleme musste er seinen Startplatz aber an Collin Chartier abtreten.
Im Juni 2022 gewann der 28-Jährige auf der Langdistanz den Ironman France in Nizza. Im April 2023 gewann er den Ironman Texas, verbesserte den Streckenrekord auf 7:44:51 h und stellte damit die schnellste Zeit eines US-amerikanischen Athleten ein.
Im Oktober 2024 wurde der 31-jährige als bester US-Amerikaner Dritter bei den Ironman World Championships auf Hawaii.
Im April 2025 wurde er Dritter im Ironman Texas und im Juni Sechster bei den Ironman European Championships im Rahmen des Ironman Germany.

## Sportliche Erfolge
| Datum/Jahr    | Platz | Wettbewerb                                      | Austragungsort      | Zeit     | Bemerkung                                                                          |
| ------------- | ----- | ----------------------------------------------- | ------------------- | -------- | ---------------------------------------------------------------------------------- |
| 5. Apr. 2025  | 2     | Ironman 70.3 California                         | Oceanside           | 03:47:42 | [ 9 ]                                                                              |
| 16. Nov. 2024 | 15    | T100 Dubai                                      | Dubai               | 03:23:15 |                                                                                    |
| 14. Apr. 2024 | 11    | T100 Singapore                                  | Singapur            | 03:33:13 | 2 km Schwimmen, 80 km Radfahren und 18 km Laufen                                   |
| 4. Dez. 2021  | 3     | Clash Daytona                                   | Daytona Beach       | 03:11:29 | 2 km Schwimmen, 80 km Radfahren und 18 km Laufen                                   |
| 8. Aug. 2021  | 1     | Ironman 70.3 Switzerland                        | Rapperswil-Jona     | 03:42:18 | neuer Streckenrekord                                                               |
| 4. Juli 2021  | 2     | Ironman 70.3 Les Sables D'Olonne                | Les Sables D'Olonne | 03:49:41 | Zweiter hinter dem Deutschen Mika Noodt                                            |
| 27. Juni 2021 | 2     | Ironman 70.3 European Championships             | Helsingør           | 03:39:20 |                                                                                    |
| 4. Juli 2021  | 4     | Ironman 70.3 St. George                         | St. George          | 03:45:27 |                                                                                    |
| 4. Juli 2021  | 5     | Challenge Miami                                 | Miami               | 02:42:10 |                                                                                    |
| 6. Dez. 2020  | 5     | Challenge Daytona                               | Daytona Beach       | 03:06:40 |                                                                                    |
| 16. Okt. 2020 | 1     | TriGames Mandelieu                              | Mandelieu           | 04:21:07 |                                                                                    |
| 6. Sep. 2020  | 1     | Ironman 70.3 Les Sables D'Olonne                | Les Sables D'Olonne | 03:44:12 |                                                                                    |
| 3. Nov. 2019  | 1     | Ironman 70.3 Buenos Aires                       | Buenos Aires        | 03:37:37 | Ironman 70.3 South American Championships                                          |
| 29. Sep. 2019 | 2     | Ironman 70.3 Cozumel                            | Cozumel             | 03:52:21 |                                                                                    |
| 8. Sep. 2019  | 3     | Ironman 70.3 World Championships                | Nizza               | 03:56:45 |                                                                                    |
| 23. Juni 2019 | 1     | Ironman 70.3 European Championships             | Helsingør           | 03:39:31 | Sieger der Ironman 70.3 European Championships beim Ironman 70.3 Kronborg-Elsinore |
| 2. Juni 2019  | 3     | „The Championship“ Challenge World Championship | Šamorín             | 03:39:49 |                                                                                    |
| 4. Mai 2019   | 1     | Ironman 70.3 St. George                         | St. George          | 03:43:46 | North American Championships                                                       |
| 6. Apr. 2019  | 2     | Ironman 70.3 California                         | Oceanside           | 03:44:30 |                                                                                    |
| 4. Nov. 2018  | 1     | Ironman 70.3 Buenos Aires                       | Buenos Aires        |          | Ironman 70.3 South American Championships                                          |
| 16. Sep. 2018 | 1     | Ironman 70.3 Nizza                              | Nizza               | 04:09:50 | [ 11 ]                                                                             |
| 17. Juni 2018 | 1     | Ironman 70.3 European Championships             | Helsingør           |          | Sieger der Ironman 70.3 European Championships beim Ironman 70.3 Kronborg-Elsinore |
| 12. März 2017 | 2     | Ironman 70.3 Buenos Aires                       | Buenos Aires        |          |                                                                                    |
| 21. Juni 2015 | 1     | Challenge San Gil Querétaro                     | Mexiko              |          | Sieger auf der Halbdistanz                                                         |

| Datum/Jahr    | Platz | Wettbewerb                 | Austragungsort    | Zeit     | Bemerkung                                |
| ------------- | ----- | -------------------------- | ----------------- | -------- | ---------------------------------------- |
| 29. Juni 2025 | 6     | Ironman Germany            | Frankfurt am Main | 07:40:00 |                                          |
| 26. Apr. 2025 | 3     | Ironman Texas              | The Woodlands     | 07:33:26 | hinter dem Norweger Kristian Blummenfelt |
| 26. Okt. 2024 | 3     | Ironman Hawaii             | Hawaii            | 07:46:00 |                                          |
| 7. Juli 2024  | 3     | Challenge Roth             | Roth              | 07:38:30 |                                          |
| 4. Nov. 2023  | 1     | Ironman Florida            | Panama City       | 07:34:41 | Streckenrekord                           |
| 10. Sep. 2023 | 4     | Ironman World Championship | Nizza             | 08:12:57 | [ 12 ]                                   |
| 22. Apr. 2023 | 1     | Ironman Texas              | The Woodlands     | 07:44:51 | Streckenrekord                           |
| 26. Juni 2022 | 1     | Ironman France             | Nizza             | 08:24:26 |                                          |

| Datum/Jahr    | Platz | Wettbewerb                                 | Austragungsort | Zeit     | Bemerkung                           |
| ------------- | ----- | ------------------------------------------ | -------------- | -------- | ----------------------------------- |
| 22. Sep. 2012 | 15    | ITU Duathlon World Championship Junior Men | Nancy          | 00:52:05 | Junioren-Weltmeisterschaft Duathlon |

(DNF – Did Not Finish)